# Kenton Duty
Kenton Duty (Plano, Texas, 12 mei 1995) is een Amerikaans acteur en zanger. Hij is bekend door zijn rol als Young Jacob in de Amerikaanse televisieserie Lost en zijn rol van Europese student Gunther Hessenheffer in Shake It Up, de televisieserie op Disney Channel.
- International Standard Name Identifier: 0000 0004 0186 0352
- Library of Congress Control Number: no2013013259
- MusicBrainz: 4dbd5210-faac-44e8-bb9e-8f6f46a50d5f
- Virtual International Authority File: 296864847
- WorldCat: E39PBJth36tVFRc664fPF8Kcfq